# Skenfrith
Skenfrith (en anglais) ou Ynysgynwraidd (en gallois) est un village et une communauté du Monmouthshire, au pays de Galles.

## Géographie
Skenfrith est situé dans le nord-est du Monmouthshire, à une dizaine de kilomètres au nord-ouest de la ville de Monmouth. Il se trouve dans la vallée de la Monnow, près de la frontière anglo-galloise.

## Histoire
Le château de Skenfrith est fondé par les Normands peu après la conquête normande de l'Angleterre pour protéger la route entre Hereford et le pays de Galles. Le hundred de Skenfrith (en) est l'un des six hundreds du Monmouthshire.
Skenfrith relève de la communauté de Llangattock Vibon Avel jusqu'en 2022, lorsque le Monmouthshire (Communities) Order 2021 abolit cette communauté pour la remplacer par celles de Skenfrith et Whitecastle.